# Vickers Warwick
Vickers Warwick là một loại máy bay đa năng của Anh được sử dụng trong Chiến tranh thế giới II. Nó được hãng Vickers-Armstrongs chế tạo như máy bay lớn nhất trong cùng một dòng và sử dụng cấu trúc tương tự với máy bay ném bom Wellington. Nó được sử dụng làm máy bay vận tải, cứu hộ trên biển, tuần tra trinh sát biển và vận tải dân sự.

## Biến thể

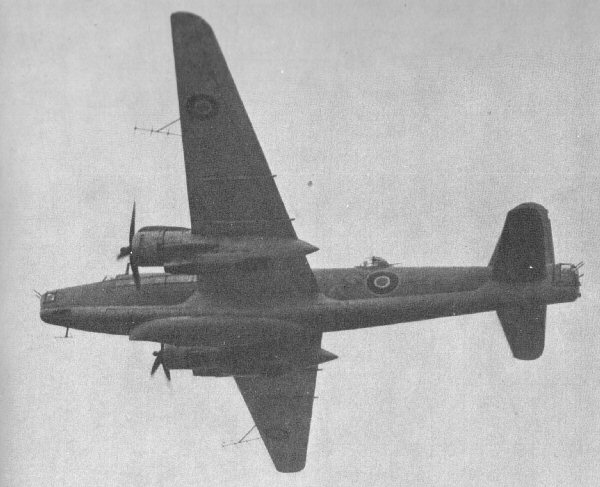
Mẫu Warwick cứu hộ trên biển với phao cứu sinh dưới thân

## Quốc gia sử dụng

### Quân sự
Ba Lan
- Không quân Ba Lan lưu vong ở Anh

 South Africa
- Không quân Nam Phi

 Anh Quốc
- Không quân Hoàng gia

### Dân sự
Anh Quốc
- BOAC

## Tính năng kỹ chiến thuật (Warwick ASR Mk I)
Vickers Aircraft since 1908 

### Đặc điểm riêng
- Tổ lái: 6
- Chiều dài: 72 ft 3 in (22,00 m)
- Sải cánh: 96 ft 8½ in (29,48 m)
- Chiều cao: 18 ft 6 in (5,6 m)
- Diện tích cánh: 1.006 ft² (93,5 m²)
- Trọng lượng rỗng: 28.154 lb (12.797 kg)
- Trọng lượng cất cánh tối đa: 45.000 lb (20.455 kg)
- Động cơ: 2 × Pratt & Whitney R-2800/S.1A4-G "Double Wasp", 1.850 hp (1.380 kW) mỗi chiếc

### Hiệu suất bay
- Vận tốc cực đại: 224 mph (195 knots, 361 km/h)
- Tầm bay: 2.300 dặm (2.000 NM, 3.700 km)
- Trần bay: 21.,500 ft (6.550 m)
- Vận tốc lên cao: 660 ft/phút (3,35 m/s)

### Vũ khí
- 8 súng máy Browning.303 (7,7 mm)